# فردریک آگنیو گیل
فردریک آگنیو گیل (انگلیسی: Frederick Agnew Gill; ۹ ژوئیهٔ ۱۸۷۳ – ۴ ژوئن ۱۹۳۸) چوگان‌باز اهل بریتانیا بود.